# RollerCoaster Tycoon 2
RollerCoaster Tycoon 2 est un jeu vidéo de gestion dont le but est de construire et gérer son propre parc d'attraction. Le jeu est sorti en octobre 2002. Le joueur peut créer son parcs d'attractions dans plus de 25 scénarios différents. Il peut également reprendre des reconstitutions de parcs réels (Walibi Belgium, Walibi Holland, Six Flags over Texas,Six Flags Great Adventure et Six Flags Magic Mountain) ou bien reprendre en main des parcs déjà lancés en embauchant des hommes d'entretien, des animateurs, des mécaniciens ou des agents de sécurité. Le joueur peut également implanter de nouvelles attractions livrées clés-en-main, ou bien les construire lui-même. Il peut également recourir aux campagnes de marketing pour augmenter la fréquentation de son parc.

## Interface
Ce second opus reprend le même moteur graphique que le premier RollerCoaster Tycoon, c'est-à-dire la 2D isométrique. L'interface est restée, elle aussi, quasiment identique même si des options supplémentaires sont apparues et que les menus ont été légèrement remaniés. Les hautes résolutions sont également obtenables dans ce jeu, alors que le premier opus requérait de modifier des fichiers de paramètres du jeu en utilisant un éditeur hexadécimal.  Les joueurs ont pu être frustrés de retrouver l'ancienne interface graphique plutôt vieillissante, d'autant plus que la série concurrente Theme Park, était déjà en 3D depuis Theme Park World (qui était pourtant sorti en 1999, en même temps que le premier RollerCoaster Tycoon).
Néanmoins, RollerCoaster Tycoon 2 a connu un très grand succès, fort d'une complexité largement plus présente que dans Theme Park World, ainsi que de très larges possibilités de personnalisation et la possibilité de gérer de bien plus larges parcs que le premier opus (2500 carrés de côté, contre 512 max pour le premier opus). Cette complexité faisant la longévité du jeu et permet des reconstitutions de parcs réels bien plus fidèles que celles du premier jeu. De plus, les capacités d'accueil de contenus personnalisés (créés par les joueurs) du premier opus sont maintenues dans celui-ci, permettant à la communauté de fans du premier opus de migrer leur créativité sur le second.

## Nouveautés
Le principal changement réside dans les décors : ils sont désormais empilables, ce qui permet au joueur de construire de gigantesques décors en utilisant les murs, sols et autres décors mis à sa disposition. Cela améliore grandement les capacités de personnalisation des parcs par rapport au premier opus et permet aux joueurs ayant une créativité très poussée de réaliser de véritables merveilles architecturales, mais est plus complexe à maitriser pour le joueur débutant, qu'il ait joué au premier opus ou non.
Un plus grand nombre de montagnes russes et objets (bancs, plantes, décors, etc.) est disponible. Le joueur peut installer les décors qui lui plaisent autour de ses attractions et les sauvegarder en même temps que le tracé, pour les implanter dans différents parcs en quelques clics seulement.
Il est aussi possible de concevoir des montagnes russes sans limite d'argent et surtout sans se soucier de gérer un parc, grâce au Rollercoaster Designer (Concepteur de montagnes russes en version francisée) et de pouvoir ensuite intégrer les tracés sauvegardés dans une partie.
Un éditeur de scénario a fait son apparition, et permet de créer un paysage dans les moindres détails, de gérer les objectifs à atteindre, les attractions disponibles, etc. Le joueur a alors l'occasion de se créer un véritable scénario supplémentaire, ou bien une partie « Bac à Sable » sans aucune restriction ou objectif. Le mode Bac à Sable, stricto sensu, n'apparaîtra qu'avec RollerCoaster Tycoon 3, sorti en 2004.
En outre, un convertisseur sauvegarde > scénario est disponible, afin de convertir en quelques clics une sauvegarde en nouveau scénario. Il y suffit d'y définir un nouvel objectif.
La réalisation du jeu s'est faite en collaboration avec le groupe de parcs d'attractions Six Flags. Ainsi, le joueur a la possibilité de prendre le contrôle de 5 reconstructions de parcs alors détenus par le groupe : Walibi Belgium, Walibi Holland, Six Flags over Texas, Six Flags Great Adventure et Six Flags Magic Mountain (Seuls les 3 derniers sont encore propriété du groupe Six Flags aujourd'hui, les deux parcs européens appartenant aujourd'hui au groupe de la Compagnie Des Alpes).  Il peut également reconstruire les montagnes russes phares de ces parcs (parmi lesquels Goliath, Titan, Nitro, Great American Scream Machine, Calamity Mine ou encore Goliath) dans ses propres parcs, et les ouvrir au public.
De plus, de petites améliorations apparaissent comme la suppression automatique des arbres sur le tracé lors des phases de construction, qui permet de gagner un temps précieux.

## Développement
Le jeu a pour particularité d'avoir été programmé à 99% en langage assembleur, le reste étant codé en C. Chris Sawyer est également le seul à avoir développé le jeu, excepté la réalisation de graphiques.

## Accueil
- Jeux vidéo Magazine : 11/20[2]

## Extensions
RollerCoaster Tycoon 2 a connu deux extensions officielles :
- Wacky Worlds (sorti en 2003)
  - Wacky Worlds, le premier add-on du jeu, permet aux joueurs de bénéficier de thématiques des cinq continents ; Europe, Amérique du Nord, Amérique du Sud, Océanie, Afrique, Extrême-Orient. Des monuments comme la Tour Eiffel ou le Kremlin sont disponibles, ainsi que des objets thématiques comme des animatroniques de danseuses de carnaval, des statues de dragon ou encore des voitures de collection nord-américaines sont disponibles.  17 scénarios supplémentaires sont inclus.
  - 57 thématiques d'attractions sont disponibles, pour à peu-près toutes les attractions. Mais celles-ci ne sont pas de nouvelles attractions : elles ne sont en général que de nouveaux wagons thématisés.
- Time Twister (sorti en 2003)
  - Le second add-on du jeu, dans la même veine que le premier, offre une insertion non plus dans l'espace, mais dans le temps : 6 âges de l'Histoire (la Préhistoire, l'Antiquité, le haut Moyen Âge, les Roaring Twenties, l'ère du Rock'n'Roll et le Futur) deviennent de nouvelles thématiques pour de nouveaux parcs, et quatorze nouveaux scénarios dans lesquels placer 56 nouvelles thématiques d'attractions.